# Sarah Featon

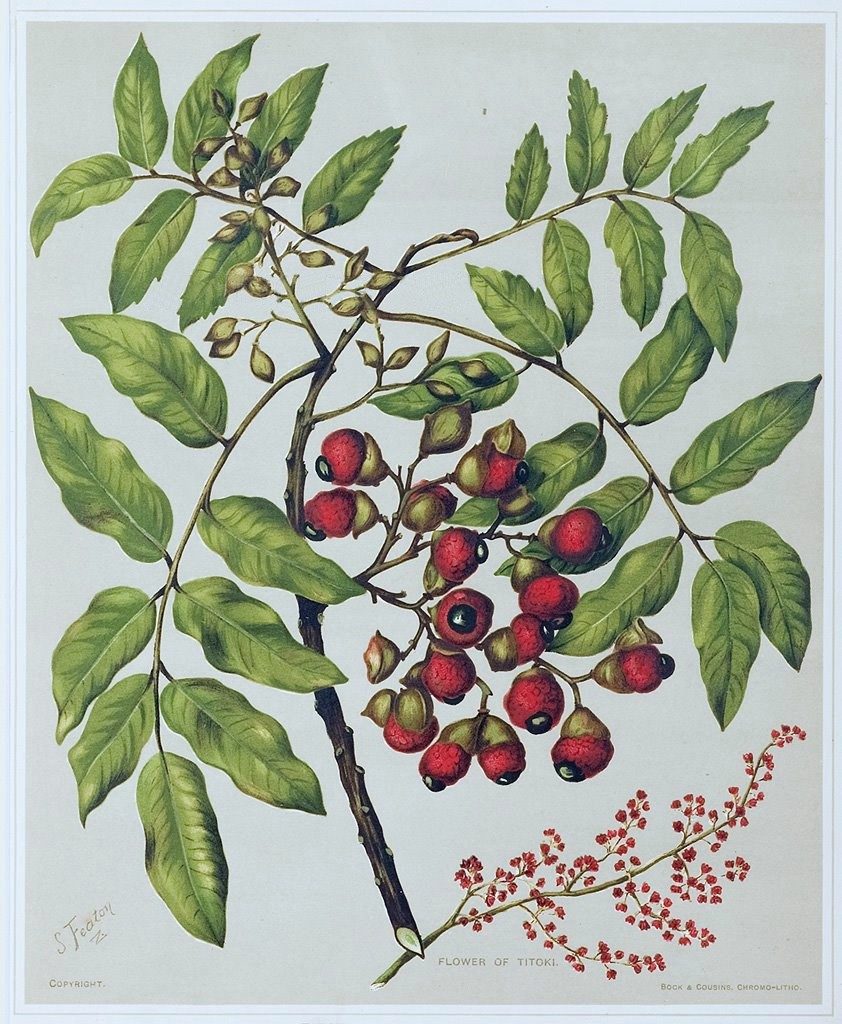
Alectryon excelsus (1889)

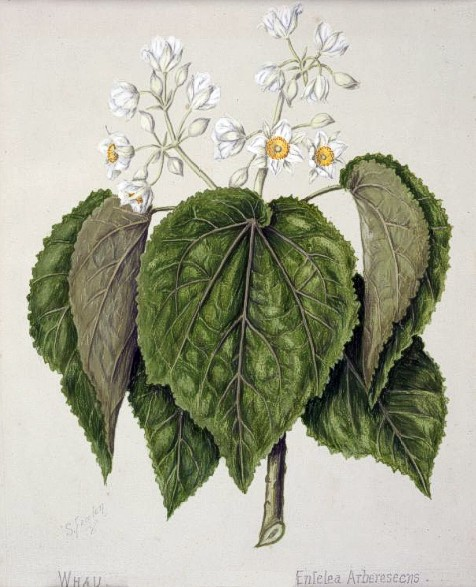
Entelea arborescens

Sarah Ann Featon (nacida Porter, 1848 - 28 de abril de 1927) fue una artista botánica de Nueva Zelanda.

## Biografía
Hay pocos registros de sus primeros años. Era de origen inglés, hija de Henry William Porter. No está claro cuándo llega a Nueva Zelanda; y si hay registros cuando se casó con Edward Featon en St Paul, Auckland en 1870. En 1875 Featon y su marido se mudaron a Gisborne, cuando Edward fue nombrado primer Agente de Tierra del Distrito.

## Obra publicada
Durante el tiempo en que Sarah y su marido trabajaron en su trabajo seminal El Álbum de Arte de la Flora de Nueva Zelanda. Sarah pintó las acuarelas para las planchas mientras su marido escribía el texto. Ellos produjejon su álbum para echar por tierra la creencia ampliamente sostenida que no había fanerógamas en Nueva Zelanda.
El Rev. William Colenso, un prominente y pionero colono, y experto en botánica, y también el arquidecano (y obispo más tarde) W.L . Williams fueron seguidores entusiastas del libro; y, suministraron especímenes a Sarah para pintar. Colenso nombró una especie nueva descubierta para la ciencia, Dracophyllum featonium, en su honor. Desafortunadamente esa especie es ahora considerada sinónimo con Dracophyllum strictum y por lo tanto esa especie es redundante.
El álbum fue el primer libro artístico a color, en ser publicado en Nueva Zelanda. Contiene descripciones sistemáticas y populares de fanerógamas nativas de Nueva Zelanda y las islas adyacentes. Sarah creó todo el arte para el libro y encargó las cromolitografías para las planchas al taller de Bock & Cía, de Wellington. El álbum fue originalmente publicado en tres partes, la primera parte liberado en noviembre de 1887 y los siguientes dos en 1888. Posteriormente, aquellas tres partes se emitieron como único volumen en 1889.
Una copia del libro le fue presentada por el Gobierno de Nueva Zelanda a la Reina Victoria en 1897, en ocasión de su jubileo de diamantes. Esa copia se halla ahora en el Museo británico.

## Últimos años
Sarah padeció dificultades financieras más tarde y debió vender obras de arte originales para el libro al Dominion Museo - hoy Museo de Nueva Zelanda Te Papa Tongarewa donde continúan resguardados. Falleció en Gisborne el 28 de abril de 1927, y fue inhumada en el Cementerio de Makaraka.